# العدايف (حبيش)

تعديل مصدري - تعديل

العدايف محلة تابعة لقرية ذى شوح، التابعة لعزلة التفادي بمديرية حبيش إحدى مديريات محافظة إب في الجمهورية اليمنية، بلغ تعداد سكانها 114 حسب تعداد اليمن لعام 2004.